# Mabel Taliaferro
Pour les articles homonymes, voir Taliaferro.
Mabel Taliaferro est une actrice américaine née le 21 mai 1887 à New York, État de New York (États-Unis), et décédée le 24 janvier 1979  à Honolulu.

## Biographie
Elle s'est mariée avec Frederic W. Thompson de 1906 à 1911, l'acteur Thomas Carrigan de 1913 à 1919, Joseph O'Brien de 1920 à 1929 et à Robert Ober.

## Filmographie partielle
- 1912 : Cinderella de Colin Campbell
- 1917 : The Jury of Fate de Tod Browning
- 1917 : Peggy, the Will O' the Wisp de Tod Browning
- 1917 : A Wife by Proxy de John H. Collins
- 1917 : La Ruse de Mary (Peggy Leads the Way) de Lloyd Ingraham
- 1940 : My Love Came Back de Curtis Bernhardt